# Swan Songs
Swan Songs är det amerikanska bandet Hollywood Undeads debutalbum, utgivet den 2 september 2008 på A&M/Octone Records. "Everywhere I Go" var den första singeln att släppas, och fanns tillgänglig som digital nedladdning exklusivt via iTunes. Bandet spelade in fyra musikvideor för fyra låtar på albumet, "No.5", "Undead", "Young" och "Everywhere I Go". Om man köper albumet av Amazon.com samt andra utvalda återförsäljare, innehåller det ett bonusspår samt möjligheten att låsa upp musikvideor. Swan Songs är det enda albumet som sångaren Deuce medverkar på, exklusive livealbumet Desperate Measures.

## Översikt
Swan Songs skulle egentligen ges ut på bandets ursprungliga skivbolag, MySpace Records, 2007, men det blev framskjutet av skivbolaget när de begärde att en del låtar skulle tas bort och andra censureras. Bandet avböjde det hela och bytte skivbolag till A&M/Octone Records, som inte krävde att de skulle censurera sina låtar. Albumet nådde plats #22 på Billboard 200 och sålde 21 000 enheter under sin debutvecka. Swan Songs gavs ut av Polydor Records den 18 maj 2009 i Storbritannien med två stycken bonusspår. Efter 64 veckor ramlade albumet av Billboards Top 200-lista, men återvände fyra veckor senare på plats #154. Swan Songs tillbringade totalt sett 82 veckor på Billboard 200. År 2009 certifierades albumet guld av RIAA. I april 2012 hade albumet sålt 667 000 enheter, och närmar sig platinastatus.
Låten "Undead" medverkade i TV-spelet Madden NFL 09. Låten "Young" finns tillgänglig som nedladdningsbart material för Rock Band 2. Den 5 april 2011 återutgavs albumet som en samlarutgåva på iTunes. Denna utgåva innehåller samtliga låtar från den ursprungliga Swan Songs plus spåren från Swan Songs B-Sides EP, Swan Songs Rarities EP och Black Dahlia Remixes-EP:n.

## Mottagande
Swan Songs mottogs med blandade recensioner från kritiker. Dave Donnelly från Allmusic gav albumet betyget 2 av 5 stjärnor, och sade att texterna var ointressanta och beskrev albumet som "ironisk frat-boy-partyrap" (med "Everywhere I Go" och "No. 5" som exempel).

## Låtlista
Alla låtar är skrivna och komponerade av Hollywood Undead. 
| Nr           | Titel                | Längd |
| ------------ | -------------------- | ----- |
| 1.           | Undead               | 4:25  |
| 2.           | Sell Your Soul       | 3:14  |
| 3.           | Everywhere I Go      | 3:30  |
| 4.           | No Other Place       | 3:16  |
| 5.           | No. 5                | 3:05  |
| 6.           | Young                | 3:16  |
| 7.           | Black Dahlia         | 3:46  |
| 8.           | This Love, This Hate | 3:57  |
| 9.           | Bottle and a Gun     | 3:22  |
| 10.          | California           | 3:17  |
| 11.          | City                 | 3:34  |
| 12.          | The Diary            | 4:35  |
| 13.          | Pimpin'              | 3:07  |
| 14.          | Paradise Lost        | 3:11  |
| Total längd: | Total längd:         | 49:35 |

| 15.          | Pain (*)                                      | 2:41  |
| 16.          | The Natives (*)                               | 3:40  |
| 17.          | Knife Called Lust (*)                         | 2:59  |
| 18.          | The Loss (*)                                  | 3:15  |
| 19.          | Bitches (†)                                   | 3:30  |
| 20.          | The Kids (†)                                  | 3:01  |
| 21.          | Circles (†)                                   | 3:33  |
| 22.          | Black Dahlia (§) (Buffalo Bill Remix)         | 3:50  |
| 23.          | Black Dahlia (§) (Lo Fidelity Allstars Remix) | 4:32  |
| 24.          | Black Dahlia (§) (The Pharmacy Remix)         | 3:46  |
| Total längd: | Total längd:                                  | 84:27 |

• * indikerar att låten är från Swan Songs B-Sides EP
• † indikerar att låten är från Swan Songs Rarities EP
• § indikerar att låten är från Black Dahlia Remixes

## Medverkande
Medverkande på Swan Songs, taget från Allmusic.